# 159e division de fusiliers (1re formation)
Pour les articles homonymes, voir 159e division.
La 159e division de fusiliers (russe : 159-я стрелковая дивизия) est une division d'infanterie de l'Armée rouge qui combattit au début de la Seconde Guerre mondiale.

## Historique
La 159e division de fusiliers est créée en juin 1940, à Belaïa Tserkov, dans le district militaire de Kiev. En octobre suivant, elle est rattachée au 6e corps de fusiliers, faisant lui-même partie de la 6e armée[réf. souhaitée].
En juin 1941, au déclenchement de l'opération Barbarossa, elle est engagée dès le début des combats malgré son manque d'entraînement et le fait qu'elle n'est pas à effectifs complets, comptant 9 548 hommes pour 10 298 prévus en temps de paix (14 483 prévus sur le pied de guerre) et 69 canons de campagne pour 140 prévus. Sa dotation est véhicule est élevée, avec 40 tracteurs et 395 autres véhicules sur 414 prévus en temps de paix.
En septembre 1941, elle est détruite avec la 26e armée dans la bataille de Kiev et rayée de l'ordre de combat de l'Armée rouge en décembre.
Une nouvelle 159e division est formée en mars 1942.

## Organigramme
- Ordre de bataille au 22 juin 1941:
  - 491e régiment de fusiliers ;
  - 558e régiment de fusiliers ;
  - 631e régiment de fusiliers ;
  - 597e régiment d'artillerie.